# Smicroplectrus hamatus
Smicroplectrus hamatus là một loài tò vò trong họ Ichneumonidae.